# Gerhard I. (Eppstein)
Gerhard I. von Eppstein (* ca. 1143, † nach 1190), der auch unter den Namen Gerhard II. oder III. von Hainhausen oder Hagenhausen bekannt ist, war ein Adliger des Hauses Eppstein. Die Eppsteiner, denen im Spätmittelalter der Aufbau einer der bedeutendsten Adelsherrschaften in Hessen gelang und die bereits um 1200 reich begütert in Spessart, Taunus und Wetterau waren, waren als Herren hochadelig und stellten mit 13. Jahrhundert gleich vier Mainzer Erzbischöfe.

## Leben
Gerhard I. war der Sohn von Gerhard I. von Hagenhausen. Der Name der Mutter ist nicht bekannt.
Urkundlich belegt ist sein Auftreten im Zeitraum von 1166 bis 1191. Über den Namen seiner Ehefrau besteht bisher noch Unklarheit.
Folgende Nachkommen sind bekannt:
- NN (Tochter) von Hainhausen (* unbekannt, † nach 1190), verheiratet mit Konrad von Merenberg[4][5]
- Gottfried I. von Eppstein (* zwischen ca. 1160 und 1169, † 1223)[4], verheiratet mit Isalda von Wied[4] (* unbekannt, † 1123), eine Tochter von Graf Dietrich I. (Wied) und Schwester des Trierer Erzbischofs und Kurfürsten Theoderich II. von Wied[6]
- Siegfried II. von Eppstein[4] (um 1165; † 9. September 1230 in Erfurt), Erzbischof von Mainz von 1200–1230 (Schisma bis 1208)
- Hildegard von Eppstein (* unbekannt, † unbekannt)[6], verheiratet mit Philipp II. von Bolanden (* unbekannt, † nach 1189)